# Bunuri mobile din domeniul arheologie clasate în patrimoniul cultural național al României aflate în județul Mureș
Acestă listă conține bunurile mobile din domeniul arheologie clasate în Patrimoniul cultural național al României aflate la momentul clasării în județul Mureș.

## Tezaur
| Foto | Informații generale                                                              | Detalii tehnice | Descriere | Deținător                                      | Legături |
| ---- | -------------------------------------------------------------------------------- | --- | --- | ---------------------------------------------- | -------- |
|      | Caserolă                                                                         | Datare: 1/2 sec. I - începutul sec. II p.Chr. Descoperit: jud. MUREȘ, com. CRISTEȘTI, CRISTEȘTI, Hoșuba Material: bronz; turnare                                                                 | Vas înalt, cu toarta perforată la un capăt. Sub buză este decorat cu două caneluri. Produs italic. | Muzeul Județean Mureș, Târgu                   | Cimec    |
|      | Fibulă                                                                           | Datare: sec. XII a.Chr. Descoperit: jud. MUREȘ, com. SUSENI, SUSENI, Fabrica de cărămizi Dimensiuni: L scut: 88 mm; La scut: 39 mm Material: bronz lucrat la rece; ciocănire; cizelare; incizare | Fibulă de bronz, de tip passementerie, varianta Suseni, intactă, extrem de frumos prelucrat. Este făcută dintr-o bară de bronz cu secțiunea rotundă, din care este realizată spirala mare, arcul și acul de prindere. Pe cele două laturi, din alte două bare de bronz, cu secțiune rotundă sunt realizate cele două spirale mai mici, și părțile laterale ale piesei în formă de lanț, pe una dintre acestea fiind atașate cu câte o verigă 10 pandantive în formă de lance. Scutul piesei are o formă ovală, ascuțită, fiind ornamentat prin linii incizate oblice dispuse pe marginea scutului, fiind ornamentat și în centru prin linii incizate paralele și arcuite, spațiul dintre ele fiind umplute de linii oblice, în formă de clepsidră. Are o patină nobilă de culoare verde închis, care se păstrează uniform pe toată suprafața piesei, cu ușoare urme de coroziune pe partea inferioară a scutului. | Muzeul Județean Mureș, Târgu                   | Cimec    |
|      | Opaiț cu cinci arzătoare (polilychnis)                                           | Datare: sec. II a.Chr. Descoperit: jud. MUREȘ, com. CRISTEȘTI, CRISTEȘTI, Hoșuba Material: lut; turnare                                                                                          | Opaiț din pastă gălbuie, cu angobă roșie metalizată; disc dreptunghiular, împărțit în două registre pătrate. Toarta este decorată cu o nervură centrală, terminată cu o protuberanță, de la care pornesc două rânduri de frunze stilizate. În spate are o apucătoare bifiză. Ștampila de meșter: CAI GEM IIII. | Muzeul Județean Mureș, Târgu                   | Cimec    |
|      | Ceaun de bronz cu atașe cruciforme                                               | Datare: sec. IX a.Chr. Descoperit: jud. MUREȘ, SÂNGEORGIU DE PĂDURE, Panta lui Che Material: bronz lucrat la rece; ciocănire; cizelare; șlefuire                                                 | Ceaun din bronz, păstrat intact, cu buza dreaptă, decorată cu cinci linii incizate orizontale sub buză, care însă din cauza suprafeței brun-roșcate de observă foarte greu. Vasul are și două torți din bară de bronz răsucită, la una dintre ele capătul fiind rupt. Torțile sunt prinse în câte două atașe în cruce de pe cele două laturi ale piesei. Aceste atașe sunt prinse cu câte trei nituri conice fiecare de corpul vasului. Are o patină de culoare verde închis, care este acoperită de o depunere maro închis pe toată suprafața, cu ușoare urme de coroziune pe partea inferioară a vasului. | Muzeul Județean Mureș, Târgu                   | Cimec    |
|      | Medalion cu Serapis                                                              | Datare: sec. III a.Chr. Descoperit: jud. MUREȘ, com. CRISTEȘTI, CRISTEȘTI, Hoșuba Material: lut ars; turnare în tipar                                                                            | Tipar de ceramică în formă de medalion, pastă și angobă cărămizie, în stare bună de conservare. Îl reprezintă pe Serapis. | Muzeul Județean Mureș, Târgu                   | Cimec    |
|      | Sigiliul personal al gardianului mănăstirii franciscane din Győr (Lat. Iaurinum) | Datare: sfârșitul sec. XIV Școală: Atelier orășenesc din regatul maghiar, probabil Győr Descoperit: Ungaria Material: broz; turnare                                                              | Sigiliul confecționat din bronz are formă de migdală, formă care se regăsește în principiu la sigiliile bisericești. Piesa s-a păstrat în stare de conservare foarte bună. Pe sigiliu se poate observa figura unei sfinte și pe margine are o inscripție în limba latină. Persoana ține în mâna dreaptă un pește care este atributul Sfintei Elisabeta (de obicei are acest atribut, dar câteodată apare ținând păine sau un ulcior). Pe capul Elisabetei se poate observa o coroană, în mâna stângă ține mantaua care sugerează unul dintre miracolele legate de ea, iar în mâna dreaptă ține un pește. Figura sfântei este reprezentată în contrapost, se sprijină pe piciorul drept iar în spate se poate observa un decor format din forme geometrice în formă de romb având câte un punct în mijlocul rombului. Acest tip de decor, tipul de litere gotice precum și contrapostul în care este reprezentată Elisabeta datează piesa la sfârșitul secolului al XlV-lea. Câmpul central care o reprezintă pe Sfânta Elisabeta este înconjurat de două rânduri de decor tip perlă între care se poate citi inscripția: S Gardiani E laurinum. Inscripția înseamnă sigiliul lui E(gidius?) - numele gardianului din orașul laurinum, care este denumirea latină a orașului Győr. Pe spatele sigiliului se poate observa o proeminență găurită unde piesa era agățată la gâtul purtătorului. | Muzeul Județean Mureș, Târgu                   | Cimec    |
|      | Cazan medieval târziu cu trei picioare și mâner, denumit Grappe                  | Datare: sec. XVI Școală: Atelier german (?) Material: broz; turnare | Cazan medieval turnat din bronz. Aceste tipuri de cazane erau confecționate în mare parte în Germania dar este posibil să fi fost confecționate și în ateliere Transilvane din orașele săsești. Cazanul are trei picioare care în partea inferioară imită gheara, piciorul de leu. Pe aceste picioare se sprijină corpul bombat al cazanului, care după forma de glob și după forma picioarelor, respectiv a buzei ușor înclinate spre exterior, se poate data în prima jumătate a secolului al XVI-lea. Pe corpul bombat sunt amplasate două mânere triunghiulare pe care se montează un mâner mobil confecționat din bronz. Mânerul mobil are un decor în formă de spirală are forma rotunjită și are două agățătoare pe cele două capete. Corpul bombat relativ scurt este caracteristic pieselor medievale, în epoca barocă forma cazanelor din bronz devine alungită asemănătoare perelor. Pe suprafața cazanului se poate observa urma tehnicii de turnare, respectiv tehnica de pierdere a cerii. După turnare tiparul de lut era spart. Toate componentele erau turnate împreună în afară de mânerul mobil. Cazanele medievale apar în principiu în mediu orășenesc sau nobiliar, erau folosite de straturi sociale mai înstărite. | Muzeul Județean Mureș, Târgu                   | Cimec    |
|      | Cahlă cu cavaler                                                                 | Datare: 1/2 sec. XVI Școală: Atelier maghiar Material: lut ars; sculptat; pictat | Cahlă renascentistă reprezentând un cavaler în echipament de turnir. Stilul armurii este caracteristic evului mediu târziu. Cavalerul este în mișcare cu fața spre partea dreaptă. Figura cavalerului este încadrată într-un decor arhitectonic format din doi stâlpi cu decor geometric pe cele două margini, care sunt legați de un element floral similar elementelor arhitectonice de pe catedrale. În zona de sub cavaler se pot observa mai multe buchete florale care iarăși trădează o influență renascentistă bogată. Suprafața cahlei este decorată cu un strat de vopsea de angobă de culoare roșie și albă. Calul și elementele arhitectonice, florale au culoarea roșie, iar cavalerul și fundalul au culoarea albă. | Muzeul Județean Mureș, Târgu                   | Cimec    |
|      | Cahlă cu dragoni                                                                 | Datare: 1/2 sec. XVI Școală: Atelier maghiar Material: lut ars; sculptat; încrustat | Cahlă renascentistă care are în prim plan doi dragoni stilizați cu coada încolăcită. Cei doi dragoni susțin stema familiei Drágffy și deasupra lor se poate citi numele Georgius. Cahla este cuprinsă într-un chenar format dintr-o baghetă înaltă la margine urmată de o baghetă simplă și de o baghetă împletită. Scena iconografică din mijlocul cahlei se referă probabil la ultimul membru masculin a familiei Drágffy, Georgius, iar dragonii simbolizează apartenența familiei la ordinul dragonilor. | Muzeul Județean Mureș, Târgu                   | Cimec    |
|      | Inel sigilar                                                                     | Datare: sec. II-III p. Chr. Descoperit: jud. Mureș, com. DEDA, Valea Bistrei Dimensiuni: Dinterior: 23x19 mm; Gemă: 20x15 mm Material: aur; calcedonie; batere; șlefuire                         | Sigiliu cu camee, din aur de 24 de carate. Are montată o gemă ovală, din calcedoniu - varietate de cuarț - având reprezentată prin incizare scena mitologică a luptei dintre Hercule și Anteu. | Direcția Județeană pentru Cultură, Târgu Mureș | Cimec    |
|      | Car                                                                              | Datare: Secolul al XIX-lea - secolul al XVI-lea a.Chr. Descoperit: jud. Mureș, Sighișoara Material: ceramică neagră, lustruită; încrustație albă                                                 | Model de car patrulater decorat cu meandre din benzi punctate, încrustație albă, perforații la baza pentru osie. | Muzeul de Istorie, Sighișoara                  | Cimec    |
|      | Spadă                                                                            | Datare: Secolul al XII-lea - secolul al XI-lea a.Chr. Descoperit: jud. Brașov, com. Jilbert Material: bronz, turnare                                                                             | Spadă de bronz, cu mâner plin, având terminația în formă de cupă, garda semicirculară, lama ușor lățită în partea superioară, cu nervură mediană, fixată în mâner cu două nituri, vârf rupt. Fără decor. | Muzeul de Istorie, Sighișoara                  | Cimec    |
|      | Oglindă                                                                          | Datare: Secolul al VI-lea - secolul al V-lea a.Chr. Descoperit: jud. Mureș, com. Albești, Satul Jacu Românesc. Cetate Material: bronz, turnare                                                   | Oglindă de bronz cu mâner în formă de coloană cu trei nervuri în relief. La capetele mânerului figurine zoomorfe: cerb îngenuncheat și lup. Oglinda are marginea puternic reliefată. | Muzeul de Istorie, Sighișoara                  | Cimec    |
|      | Vas ritual                                                                       | Datare: Secolul al XIX-lea - secolul al XVI-lea a.Chr. Descoperit: jud. Mureș, com. Apold, Sat Saes Material: ceramică neagră lustruită, decor încrustat; modelare cu mâna                       | Vas globular cu trei guri, toartă rotundă, decor cu meandre hașurate, brâuri punctate, buze crestate, acoperind toată suprafața exterioară a vasului. | Muzeul de Istorie, Sighișoara                  | Cimec    |
|      | Vas                                                                              | Datare: Secolul al XIX-lea - secolul al XVI-lea a.Chr. Descoperit: jud. Mureș, Sighișoara, Dealul Wietenberg Material: ceramică semifină, ardere reductivă, încrustație albă                     | Farfurie-fragmentară, decor complex: câmpul central prezintă un cerc înconjurat de o stea cu 8 colțuri înclinate, hașurate. Urmează alternanța de cercuri concentrice realizate din brâuri punctate și triunghiuri hașurate. | Muzeul de Istorie, Sighișoara                  | Cimec    |
|      | Strachină                                                                        | Datare: Secolul al XIX-lea - secolul al XVI-lea a.Chr. Descoperit: jud. Mureș, Sighișoara, Dealul Wietenberg Material: ceramică, cenușie semifină; ardere reductivă, lustruire, încrustație albă | Strachină fragmentară cu fundul plat și marginile supraînălțate, decorată complex: câmpul central conține o cruce hașurată înscrisă într-un cerc de triunghiuri, urmează o alternare de cercuri concentrice realizate din triunghiuri hașurate, spirale și brâuri de incizii încrucișate. | Muzeul de Istorie, Sighișoara                  | Cimec    |
|      | Farfurie                                                                         | Datare: Secolul al XIX-lea - secolul al XVI-lea a.Chr. Descoperit: jud. Mureș, Sighișoara, Dealul Wietenberg Material: ceramică neagră, încrustație albă                                         | Farfurie decorată cu motive spiralice. Câmpul central înconjurat de un cerc hașurat, conține o cruce gamată cu capetele terminate în spirale. Câmpul exterior conține 6 spirale ample, înlănțuite. | Muzeul de Istorie, Sighișoara                  | Cimec    |
|      | Fibulă                                                                           | Datare: Secolul I a.Chr. - secolul I p.Chr. Descoperit: jud. Mureș, Sighișoara, Dealul Turcului Material: argint, batere la cald                                                                 | Fibulă dintr-o singură bucată, decorată cu nodozități sferoidale, inegale ca mărime, amplasate pe picior în ordine descrescătoare începând de la resort. Resortul păstrat parțial, având șapte spire. Lipsește acul. Axul din fier. | Muzeul de Istorie, Sighișoara                  | Cimec    |
|      | Inel                                                                             | Datare: Secolul al XII-lea - secolul al XI-lea a Chr. Descoperit: jud. Mureș, Sighișoara, Dealul Viilor Material: aur, batere la cald                                                            | Verigă din tablă de aur modelată și sudată prin lovire. Decorul incizat, reproduce stilizat spicul de grâu. | Muzeul de Istorie, Sighișoara                  | Cimec    |
|      | Altar                                                                            | Datare: Secolul al II-lea - secolul al III-lea d. Chr. Descoperit: jud. Alba, Partos Material: calcar, ușor degradat, depuneri minerale; cioplire, șlefuire                                      | Altar votiv închinat zeului Mithras, de formă paralelipipedică, capitelul cu ornamente geometrice, profilatura sus și jos bine executată și păstrată aproape în întregime. | Muzeul de Istorie, Sighișoara                  | Cimec    |
|      | Fibulă cu butoni                                                                 | Datare: Secolul al III-lea - secolul al VI-lea Descoperit: jud. Mureș, Sighișoara, Dealul Viilor Material: argint; batere la cald                                                                | Fibulă de argint cu arcul puternic curbat, resortul lat, prevăzut cu butoni sferoidali, axul din fier. | Muzeul de Istorie, Sighișoara                  | Cimec    |
|      | Jászladány                                                                       | Descoperit: jud. CLUJ, com. JUCU, JUCU DE SUS, Sztyinet (?) Material: cupru; turnare | Topor-târnăcop turnat, brațele egale sunt ușor arcuite spre interior; tăișurile sunt rotunjite, are manșon pe latura interioară, la gaura de înmănușare cilindrică, suprafața este acoperită de patină nobilă verde închisă. | Muzeul Județean Mureș, Târgu                   | Cimec    |
|      | Daltă de bronz                                                                   | Descoperit: jud. CLUJ, com. BUZA, BUZA Material: bronz; turnare | Daltă de bronz turnată în tipar bivalv, tăișul deformat de la utilizare, patină neuniformă, verde închisă. | Muzeul Județean Mureș, Târgu                   | Cimec    |
|      | Stelă funerară                                                                   | Datare: 2/2 sec. II p.Chr. Descoperit: jud. CLUJ, TURDA, Potaissa Material: Calcar; lucrat manual; cioplire; cizelare; șlefuire; sculptare                                                       | Stelă funerară din calcar; împărțită în două registre; registrul decorativ înfățișează banchetul funerar: un bărbat așezat pe o kathedra în partea dreaptă, trei alte figuri cu cupe în mâini și un sclav la stânga. În fața lor este reprezentată o mensa tripes. Câmpul inscripției este încadrat de o bordură. Inscripție: D(is) M(anibus)/ Ael(ius) Tiiadmes Palmura/ vix(it) an(nis) VIII Surillio/ vix(it) an(nis) XXV Rufina vix(it)/ an(nos) XX Ael(ius) Bolhas Ban/ naei vet(eranus) ex n(umero) Palmur(enorum)/ et Ael(ia) Domestica co/ niux {a}eius posuerant/ filiae pientissimae et du/ lc(issi)m(a)e et liberto et men/ esteriis b(ene) m(erentibus). | Muzeul Județean Mureș, Târgu                   | Cimec    |

## Fond
| Foto | Informații generale               | Detalii tehnice | Descriere | Deținător                     | Legături |
| ---- | --------------------------------- | --- | --- | ----------------------------- | -------- |
|      | Cataramă                          | Datare: sec. IV-V p.Chr. Descoperit: jud. MUREȘ, com. ERNEI, ERNEI, La „carieră” Dimensiuni: L ac: 19 mm Material: argint; batere; ciocănire; îndoire; șlefuire | Cataramă de argint cu corpul în formă de inel. Corpul inelar este mai subțire în locul unde este atașat cuiul de închidere și este mai gros în partea opusă. Diametrul acului de închidere crește sensibil de la locul unde se prinde de inel spre vârf. Aproximativ la mijloc are o proeminență abia perceptibilă. | Muzeul Județean Mureș, Târgu  | Cimec    |
|      | Cataramă                          | Datare: sec. IV-V p.Chr. Descoperit: jud. MUREȘ, com. ERNEI, ERNEI, La „carieră” Material: argint; batere; ciocănire; îndoire; șlefuire; nituire                | Cataramă de argint cu corpul în formă de inel, având atașat un cadru mobil dreptunghiular prins cu un singur nit. Corpul inelar este atașat cadrului dreptunghiular și este mai gros în partea opusă. Diametrul cuiului de închidere crește sensibil de la vârf la cadrul de prindere. Aproximativ la mijloc are o proeminență abia perceptibilă. | Muzeul Județean Mureș, Târgu  | Cimec    |
|      | Brâu de bronz                     | Datare: Epoca bronzului târziu Descoperit: jud. MUREȘ, com. BAND, VALEA RECE, La Vii Material: bronz, prelucrat la rece                                         | Fragment din partea de mijloc a unui brâu de bronz. Decorat cu mici împunsături succesive pe margini și cu un ornament central realizat din motive unghiulare și circulare. Inițial a fost decorat cu incizii mici și mijlocii, multe dintre ele perforând placa. Multe dintre incizii sunt incomplete, nefiind observabile pe dosul piesei. Au fost realizate diferite motive unghiulare și motive concentrice. Dosul piesei a fost utilizat fără îndoială pentru exercițiu, diferite motive decorative fiind aplicate fără să se țină cont de motivele deja existente. Aceste ornamente nu apar niciodată ca decorație finală. Marginile brâului sunt foarte deteriorate încă din vechime. | Muzeul Județean Mureș, Târgu  | Cimec    |
|      | Brâu de bronz                     | Datare: Epoca bronzului târziu Descoperit: jud. MUREȘ, com. BAND, VALEA RECE, La Vii Material: bronz, prelucrat la rece                                         | Fragment din partea de mijloc a unui brâu de bronz. Decorul din marginea piesei constă dintr-o linie simplă incizată cu puncte de mici dimensiuni, urmat de un motiv în arcadă. Acesta din urma este compus din două rânduri de incizii verticale neuniforme, flancate de câte un rând de linii orizontale, executate probabil cu aceeași unealtă. În zona în care cele două arcade se unesc sunt realizate câte trei proeminențe în tehnica au repoussé. Piesa a fost „sudată" cu proceduri moderne și „barbare” de cel puțin trei ori, două dintre crăpături fragmentând în totalitate piesa. Se pot diferenția cel putin două reparații preistorice: una prin folosirea unei mici plăci de brâu, găurit și legat cu sârmă de bronz, a doua crăpătură fixată cu mai multe sârme de bronz. Alte găuri și perforări sugerează de asemenea alte reparații. Patina de culoare verde deschis este vizibilă pe alocuri, dar a fost îndepartată în urma restaurării. | Muzeul Județean Mureș, Târgu  | Cimec    |
|      | Brâu de bronz                     | Datare: Epoca bronzului târziu Descoperit: jud. MUREȘ, com. BAND, VALEA RECE, La Vii Material: bronz, prelucrat la rece                                         | Cu toate că este fragmentar, acest brâu se prezintă ca cel mai lung brâu din depozit, cu un capăt îngust, îndoit în formă de cârlig, păstrat integral. Pentru că se păstrează mai mult de jumătatea piesei, se poate reconstitui întreg motivul ornamental al brâului: patru registre pot fi diferențiate, care la rândul lor sunt separate prin arcade alungite, realizate printr-un decor mult mai bogat. Celelalte arcade sunt mai scurte, realizate printr-o linie triplă decorativă. Marginea este ornamentată cu o linie simplă cu împunsături succesive, urmat de o linie dublă cu împunsături oblice paralele. Axul piesei este decorat fie cu trei fie cu o proeminență realizată în tehnica au repousse, acestea fiind înconjurate de mici împunsături ovale. Câteva dintre crăpături și perforări sunt preistorice. Pe mici suprafețe se mai păstrează patina verde deschisă, care a fost îndepărtată în urma restaurării.                           | Muzeul Județean Mureș, Târgu  | Cimec    |
|      | Brâu de bronz                     | Datare: Epoca bronzului târziu Descoperit: jud. MUREȘ, com. BAND, VALEA RECE, La Vii Material: bronz, prelucrat la rece                                         | "Pachet” de plăci de bronz puse una peste alta, legate între ele cu un saltaleon desfăcut, a cărui formă se mai păstrează la un capăt. Patina s-a îndepărtat în urma restaurării. | Muzeul Județean Mureș, Târgu  | Cimec    |
|      | Brâu de bronz                     | Datare: Epoca bronzului târziu Descoperit: jud. MUREȘ, com. BAND, VALEA RECE, La Vii Material: bronz, prelucrat la rece                                         | Fragment din partea de mijloc a unui brâu. Decorul din marginea piesei constă dintr-o linie simplă incizată cu puncte de mici dimensiuni. Arcadele au fost realizate destul de neglijent, cu împunsături verticale paralele, flancate pe cele două laturi de împunsături rotunde și ovale. Alte motive ornamentale nu se pot diferenția. Se păstrează într-o stare destul de precară: în afara celor două crăpături apărute în urma îndoirii, se mai pot observa 14 perforări, care au fost făcute de pe fața plăcii spre dosul acesteia. Patina a fost îndepărtată în urma restaurării. | Muzeul Județean Mureș, Târgu  | Cimec    |
|      | Sulă                              | Descoperit: jud. CLUJ, com. Baciu, Mera, Șanțul Dracului Material: os, șlefuire, ascuțire                                                                       | | Muzeul Județean Mureș, Târgu  | Cimec    |
|      | Nucleu de obsidian                | Descoperit: jud. CLUJ, com. Baciu, Mera, Besztercevölgy Material: obsidian, cioplire                                                                            | nucleu de obsidian piramidal. | Muzeul Județean Mureș, Târgu  | Cimec    |
|      | Lamă de silex                     | Descoperit: jud. SĂLAJ, com. Dragu, Ugruțiu, SZUMEGYÁJÉ Material: silex, cioplire, retușare                                                                     | lamă de silex cenușiu, retușat pe ambele laturi, cu profil aprox. Trapezoidal. | Muzeul Județean Mureș, Târgu  | Cimec    |
|      | Nucleu de silex                   | Descoperit: jud. CLUJ, com. Jucu, Jucu de Sus, SZTYINET (?) Material: silex, cioplire                                                                           | nucleu de silex alb și cenușiu, formă piramidală. | Muzeul Județean Mureș, Târgu  | Cimec    |
|      | Așchie de silex                   | Descoperit: jud. CLUJ, com. Jucu, Jucu de Sus, BUDULĂU Material: silex, cioplire                                                                                | așchie de silex de culoare cenușie, neretușată. | Muzeul Județean Mureș, Târgu  | Cimec    |
|      | Lamă de silex                     | Descoperit: jud. CLUJ, com. Cojocna, Cojocna, str. NAGY Material: silex, cioplire                                                                               | lamă de silex de culoare cenușie cu flecuri albe, retușe pe o latură. | Muzeul Județean Mureș, Târgu  | Cimec    |
|      | Așchie de obsidian                | Descoperit: jud. CLUJ, com. Cojocna, Cojocna, str. NAGY Material: obsidian, cioplire                                                                            | așchie de obsidian de culoare cenușie semiopacă, cu retușe | Muzeul Județean Mureș, Târgu  | Cimec    |
|      | Lamă de silex                     | Descoperit: jud. CLUJ, Cluj-Napoca, GHEORGHENI -BORZÁSHEL Material: silex, cioplire                                                                             | lamă de silex de culoare cenușie cu flecuri albe, trapezoidal în secțiune, retușe pe o latură | Muzeul Județean Mureș, Târgu  | Cimec    |
|      | Lamă de silex                     | Descoperit: jud. CLUJ, com. GHERLA, Pietriș Material: silex, cioplire, retușare                                                                                 | lamă de silex cenușiu, retușată pe ambele laturi, cu profil trapezoidal | Muzeul Județean Mureș, Târgu  | Cimec    |
|      | Lamă de silex                     | Descoperit: jud. CLUJ, com. CHEILE TURZII, Cabană Material: silex, cioplire, retușare                                                                           | lamă de silex cenușiu, retușată pe ambele laturi, cu secțiune triunghiulară | Muzeul Județean Mureș, Târgu  | Cimec    |
|      | Lamă de silex                     | Descoperit: jud. CLUJ, com. CHEILE TURZII, Cabană Material: silex, cioplire, retușare                                                                           | lamă de silex cenușiu, lucios, retușată pe ambele laturi, cu secțiune trapezoidală | Muzeul Județean Mureș, Târgu  | Cimec    |
|      | Lamă de silex                     | Descoperit: jud. CLUJ, com. CHEILE TURZII, PEȘTERA UNGUREASCĂ Material: silex, cioplire, retușare                                                               | lamă de silex cenușiu, retușată pe ambele laturi, cu secțiune triunghiulară | Muzeul Județean Mureș, Târgu  | Cimec    |
|      | Lamă de silex                     | Descoperit: jud. CLUJ, com. CHEILE TURZII, PEȘTERA UNGUREASCĂ Material: silex, cioplire, retușare                                                               | lamă de silex cenușiu mat, opac, retușată pe ambele laturi, cu secțiune trapezoidală | Muzeul Județean Mureș, Târgu  | Cimec    |
|      | Lamă de silex                     | Descoperit: jud. CLUJ, com. CHEILE TURZII, PEȘTERA UNGUREASCĂ Material: silex, cioplire, retușare                                                               | lamă de silex cenușiu mat, opac, retușată pe ambele laturi, cu secțiune triunghiulară | Muzeul Județean Mureș, Târgu  | Cimec    |
|      | Lamă de silex                     | Descoperit: jud. CLUJ, com. CHEILE TURZII, PEȘTERA UNGUREASCĂ Material: silex, cioplire, retușare                                                               | lamă de silex cenușiu lucios, retușată pe ambele laturi, cu secțiune triunghiulară | Muzeul Județean Mureș, Târgu  | Cimec    |
|      | Lamă de silex                     | Descoperit: jud. CLUJ, com. CHEILE TURZII, PEȘTERA UNGUREASCĂ Material: silex, cioplire, retușare                                                               | lamă de silex brun-cenușiu lucios, cu retușe, cu secțiune trapezoidală | Muzeul Județean Mureș, Târgu  | Cimec    |
|      | Lamă de silex                     | Descoperit: jud. CLUJ, com. CHEILE TURZII, PEȘTERA UNGUREASCĂ Material: silex, cioplire                                                                         | lamă de silex brun-cenușiu lucios, cu secțiune triunghiulară | Muzeul Județean Mureș, Târgu  | Cimec    |
|      | Lamă de silex                     | Descoperit: jud. CLUJ, com. CHEILE TURZII, PEȘTERA UNGUREASCĂ Material: silex, cioplire; retușare                                                               | lamă de silex brun, mată, cu secțiune triunghiulară, retușată | Muzeul Județean Mureș, Târgu  | Cimec    |
|      | Lamă de silex                     | Descoperit: jud. CLUJ, com. CHEILE TURZII, PEȘTERA UNGUREASCĂ Material: silex, cioplire; retușare                                                               | lamă de silex brun cu flecuri albe, mată, cu secțiune trapezoidală, retușată | Muzeul Județean Mureș, Târgu  | Cimec    |
|      | Lamă de silex                     | Descoperit: jud. CLUJ, com. CHEILE TURZII, PEȘTERA UNGUREASCĂ Material: silex, cioplire; retușare                                                               | lamă de silex brun cu flecuri albe, mată, cu secțiune triunghiulară | Muzeul Județean Mureș, Târgu  | Cimec    |
|      | Vârf de săgeată din silex         | Descoperit: jud. CLUJ, com. CHEILE TURZII, PEȘTERA UNGUREASCĂ Material: silex, cioplire; retușare                                                               | vârf de săgeată din silex cenușiu, lucioasă, cu secțiune triunghiulară, cu retușe | Muzeul Județean Mureș, Târgu  | Cimec    |
|      | Gratoar de silex                  | Descoperit: jud. CLUJ, com. CHEILE TURZII, PEȘTERA UNGUREASCĂ Material: silex, cioplire; retușare                                                               | gratoar de silex cenușiu, lucios, cu retușe | Muzeul Județean Mureș, Târgu  | Cimec    |
|      | Gratoar de silex                  | Descoperit: jud. CLUJ, com. CHEILE TURZII, PEȘTERA UNGUREASCĂ Material: silex, cioplire; retușare                                                               | gratoar de silex cenușiu, mat, cu retușe | Muzeul Județean Mureș, Târgu  | Cimec    |
|      | Lamă de obsidian                  | Descoperit: jud. CLUJ, com. CHEILE TURZII, PEȘTERA UNGUREASCĂ Material: obsidian, cioplire; retușare                                                            | lamă de obsidian lucioasă, semiopacă, secțiune triunghiulară, urme de retușe | Muzeul Județean Mureș, Târgu  | Cimec    |
|      | Lamă de obsidian                  | Descoperit: jud. CLUJ, com. CHEILE TURZII, PEȘTERA UNGUREASCĂ Material: obsidian, cioplire; retușare                                                            | lamă de obsidian lucioasă, translucidă, secțiune trapezoidală, urme de retușe | Muzeul Județean Mureș, Târgu  | Cimec    |
|      | Vârf de săgeată din obsidian      | Descoperit: jud. CLUJ, com. CHEILE TURZII, PEȘTERA UNGUREASCĂ Material: obsidian, cioplire; retușare                                                            | vârf de săgeată din obsidian, negru lucios, opacă, formă triunghiulară, urme de retușe | Muzeul Județean Mureș, Târgu  | Cimec    |
|      | Nucleu de obsidian                | Descoperit: jud. CLUJ, com. CHEILE TURZII, PEȘTERA UNGUREASCĂ Material: obsidian, cioplire                                                                      | nucleu de obsidian, negru lucios, opac | Muzeul Județean Mureș, Târgu  | Cimec    |
|      | Unealtă de gresie                 | Descoperit: jud. CLUJ, Gherla, Lunca Material: gresie, șlefuire, perforare                                                                                      | unealtă de gresie, alb-cenușie, rectangulară, cu secțiune trapezoidală, cu o perforație începută pe două laturi la capătul gros | Muzeul Județean Mureș, Târgu  | Cimec    |
|      | Pisălog                           | Descoperit: jud. CLUJ, Apahida, Pădurice Material: piatră; șlefuire                                                                                             | pislog având formă aproximativ ovală, cu o latură aplatizată și cu urme de frecare pe margini | Muzeul Județean Mureș, Târgu  | Cimec    |
|      | Daltă de piatră                   | Descoperit: jud. CLUJ, Pintic Material: silex; șlefuire | daltă șlefuită, culoare cenușie, formă ușor trapezoidală, alungită, bombată, plată pe o latură, cu profilul transversal în formă de "d", tăiș ușor arcuit, cu urme de utilizare | Muzeul Județean Mureș, Târgu  | Cimec    |
|      | Topor de piatră                   | Descoperit: jud. CLUJ, com. Cheile Turzii, PEȘTERA UNGUREASCĂ Material: piatră, șlefuire, retușare                                                              | topor de piatră șlefuit, de formă aprox. triunghiulară, culoare brună, urme de retușe continue, alăturate, groase pe trei laturi, tăișul arcuit prezintă urme de utilizare | Muzeul Județean Mureș, Târgu  | Cimec    |
|      | Topor de piatră                   | Descoperit: jud. CLUJ, com. Baciu, Baciu, Gura Baciului Material: piatră, șlefuire                                                                              | topor de piatră șlefuit, de formă aprox. trapezoidală, ovală în secțiune transversală, culoare cenușie cu flecuri albe și negre, tăișul arcuit prezintă urme de utilizare (tocire) | Muzeul Județean Mureș, Târgu  | Cimec    |
|      | Topor de piatră                   | Descoperit: jud. CLUJ, com. Jucu, Jucu de Sus, lângă pădure Material: piatră, șlefuire                                                                          | topor de piatră șlefuit, de formă aprox. trapezoidală, ovală în secțiune transversală, culoare cenușie, tăișul drept prezintă urme de utilizare (tocire) | Muzeul Județean Mureș, Târgu  | Cimec    |
|      | Topor de piatră                   | Descoperit: jud. CLUJ, com. Iclod, Iclod Material: piatră, șlefuire                                                                                             | topor de piatră șlefuit, de formă aprox. trapezoidală, culoare cenușie deschisă, tăișul drept | Muzeul Județean Mureș, Târgu  | Cimec    |
|      | Topor de piatră                   | Descoperit: jud. CLUJ, com. Iclod, Iclod Material: piatră, șlefuire                                                                                             | topor de piatră șlefuit, de formă aprox. trapezoidală, culoare albă/cenușie deschisă, tăișul drept, cu urme de utilizare | Muzeul Județean Mureș, Târgu  | Cimec    |
|      | Topor de piatră                   | Descoperit: jud. CLUJ, com. Iclod, Iclod Material: piatră, șlefuire                                                                                             | topor de piatră șlefuit, de formă aprox. trapezoidală, culoare brun-cenușie, tăișul drept | Muzeul Județean Mureș, Târgu  | Cimec    |
|      | Topor de piatră                   | Descoperit: jud. CLUJ, com. Iclod, Iclod Material: piatră, șlefuire                                                                                             | topor de piatră șlefuit, de formă aprox. trapezoidală, culoare albă, tăișul drept, cu urme de utilizare | Muzeul Județean Mureș, Târgu  | Cimec    |
|      | Topor de piatră                   | Descoperit: jud. CLUJ, com. Iclod, Iclod Material: piatră, șlefuire                                                                                             | topor de piatră șlefuit, de formă aprox. trapezoidală, culoare cenușie deschisă, tăișul ușor arcuit, cu urme de utilizare | Muzeul Județean Mureș, Târgu  | Cimec    |
|      | Topor de piatră                   | Descoperit: jud. CLUJ, com. Iclod, Iclod Material: piatră, șlefuire                                                                                             | topor de piatră șlefuit, de formă aprox. trapezoidală, culoare cenușie, tăișul ușor arcuit | Muzeul Județean Mureș, Târgu  | Cimec    |
|      | Topor de piatră                   | Descoperit: jud. CLUJ, com. Iclod, Iclod Material: piatră, șlefuire                                                                                             | topor de piatră șlefuit, de formă aprox. trapezoidală, culoare cenușie, tăișul drept, cu urme de utilizare | Muzeul Județean Mureș, Târgu  | Cimec    |
|      | Topor de piatră                   | Descoperit: jud. CLUJ, com. Iclod, Iclod Material: piatră, șlefuire                                                                                             | topor de piatră șlefuit, de formă aprox. trapezoidală, culoare cenușie, tăișul arcuit, cu urme de utilizare | Muzeul Județean Mureș, Târgu  | Cimec    |
|      | Topor de piatră                   | Descoperit: jud. CLUJ, com. Iclod, Iclod Material: piatră, șlefuire                                                                                             | topor de piatră șlefuit, secțiune transversală aprox. trapezoidală, culoare cenușie deschisă, tăișul îngust, arcuit, cu urme de utilizare | Muzeul Județean Mureș, Târgu  | Cimec    |
|      | Topor de piatră                   | Descoperit: jud. CLUJ, com. Iclod, Iclod Material: piatră, șlefuire                                                                                             | topor de piatră șlefuit, de formă aprox. triughiulară, alungită, culoare cenușie deschisă / albuie, tăișul ușor arcuit | Muzeul Județean Mureș, Târgu  | Cimec    |
|      | Topor de piatră                   | Descoperit: jud. CLUJ, com. Iclod, Iclod Material: piatră, șlefuire                                                                                             | topor de piatră șlefuit, amorf, culoare cenușie închisă, tăișul îngust, drept | Muzeul Județean Mureș, Târgu  | Cimec    |
|      | Topor de piatră                   | Descoperit: jud. CLUJ, com. Iclod, Iclod Material: piatră, șlefuire                                                                                             | topor de piatră șlefuit, de formă aprox. trapezoidală, culoare cenușie închisă, tăișul ușor arcuit, cu multiple urme de utilizare | Muzeul Județean Mureș, Târgu  | Cimec    |
|      | Topor de piatră                   | Descoperit: jud. CLUJ, com. Săndulești, Săndulești, la Râpa lungă Material: piatră, șlefuire, perforare                                                         | topor de piatră amorf, șlefuit, culoare cenușie cu flecuri negre, cu perforație începută și nefinalizată pe una dintre laturi | Muzeul Județean Mureș, Târgu  | Cimec    |
|      | Topor de piatră                   | Descoperit: jud. CLUJ, com. Gherla, NÉMETHI Material: piatră, șlefuire, perforare                                                                               | topor cu gaură de înmănușare transversală circulară, din rocă de culoare brună-roșiatică, de formă ovală cu muchia rectangulară și tăișul bont. prezintă ciobiri pe ambele fețe late | Muzeul Județean Mureș, Târgu  | Cimec    |
|      | Topor de piatră                   | Descoperit: jud. CLUJ, com. Sic, Sic Material: piatră, șlefuire, perforare                                                                                      | topor cu gaură de înmănușare transversală circulară, din rocă de culoare cenușie închisă, de formă ovală cu muchia rectangulară și tăișul ascuțit. prezintă multiple ciobiri pe ambele fețe late. | Muzeul Județean Mureș, Târgu  | Cimec    |
|      | Topor de piatră                   | Descoperit: jud. CLUJ, com. Sic, Sic Material: piatră, șlefuire, perforare                                                                                      | topor cu gaură de înmănușare transversală circulară, din rocă de culoare cenușie închisă, de formă ovală cu muchia rectangulară și tăișul ascuțit. prezintă ciobiri și desprinderi pe una dintre fețele late. | Muzeul Județean Mureș, Târgu  | Cimec    |
|      | Topor de piatră                   | Descoperit: jud. CLUJ, com. Sic, Sic Material: piatră, șlefuire, perforare                                                                                      | topor cu gaură de înmănușare transversală circulară, din rocă de culoare brună-cenușie, de formă ovală cu muchia rectangulară și tăișul ascuțit. prezintă ciobiri și desprinderi pe ambele fețe late. | Muzeul Județean Mureș, Târgu  | Cimec    |
|      | Topor de piatră                   | Descoperit: jud. CLUJ, com. Sic, Sic Material: piatră, șlefuire, perforare                                                                                      | topor cu gaură de înmănușare transversală circulară, din rocă de culoare neagră, de formă pentagonală cu muchia rectangulară și tăișul ascuțit. prezintă ciobiri și desprinderi pe una dintre fețele late și pe tăiș | Muzeul Județean Mureș, Târgu  | Cimec    |
|      | Fibulă                            | Datare: Secolul I a.Chr. - secolul I p.Chr. Descoperit: jud. Mureș, Sighișoara, Dealul Wietenberg Material: argint; batere                                      | Fibulă de argint cu picior în formă de lingură, realizată dintr-o bucată, port agrafa decorată cu linii paralele incizate, piciorul decorat cu motive geometrice, în zig-zag, ajurate. Resortul și acul lipsesc din vechime. | Muzeul de Istorie, Sighișoara | Cimec    |
|      | Cană                              | Descoperit: jud. CLUJ, com. APAHIDA, SÂNNICOARĂ, Láb Material: lut ars; modelat cu mâna                                                                         | Cană cenușie, buza ciobită din vechime, toarta ruptă, corp rotunjit, bombat, pasta degresată cu nisip fin, ardere mixtă, suprafața ușor netezită, neornamentată. | Muzeul Județean Mureș, Târgu  | Cimec    |
|      | Oală                              | Descoperit: jud. CLUJ, com. APAHIDA, SÂNNICOARĂ, Láb Material: lut ars; modelat cu mâna                                                                         | Oală mare, culoare brună, cu două torți dispuse pe umăr, corp globular, neornamentat. | Muzeul Județean Mureș, Târgu  | Cimec    |
|      | Vas                               | Descoperit: jud. CLUJ, com. APAHIDA, APAHIDA, Contenit Material: lut ars; modelat cu mâna                                                                       | Vas brun, corp globular, buza evazată, rotunjită, ornamentat cu patru torți de dimensiuni reduse pe umăr, unite cu brău orizontal crestat, ardere oxidantă de slabă calitate, suprafața slab netezită, slip desprins. | Muzeul Județean Mureș, Târgu  | Cimec    |
|      | Cană                              | Descoperit: jud. CLUJ, com. APAHIDA, APAHIDA, Râtul vițeilor Material: lut ars; modelat cu mâna                                                                 | Cană cenușiu închisă, cu două torți ușor supraînălțate, ardere reducătoare. | Muzeul Județean Mureș, Târgu  | Cimec    |
|      | Cană                              | Descoperit: jud. CLUJ, com. APAHIDA, APAHIDA, Râtul vițeilor Material: lut ars; modelat cu mâna                                                                 | Cană de culoare brun-cenușie, ardere reducătoare, cu două torți supraînălțate, prevăzute cu butoni, corp bombat, ornamentat cu spirale canelate, gâtul decorat cu trei linii incizate paralel, buza evazată, rotunjită. | Muzeul Județean Mureș, Târgu  | Cimec    |
|      | Cană                              | Descoperit: jud. CLUJ, com. APAHIDA, APAHIDA, Râtul vițeilor Material: lut ars; modelat cu mâna                                                                 | Cană de culoare brun-cenușie, ardere reducătoare, cu două torți supraînălțate, prevăzute cu butoni, corp bombat, buza evazată, rotunjită. | Muzeul Județean Mureș, Târgu  | Cimec    |
|      | Cană                              | Descoperit: jud. CLUJ, com. APAHIDA, APAHIDA, Râtul vițeilor Material: lut ars; modelat cu mâna                                                                 | Cană de culoare cenușie închisă, ardere reducătoare, cu două torți supraînălțate, prevăzute cu butoni aplicați (desprinși din vechime), corp bombat, buza evazată, rotunjită. | Muzeul Județean Mureș, Târgu  | Cimec    |
|      | Cană                              | Descoperit: jud. Jász-Nagykun-Szolnok, com. Tószeg, Tószeg, Laposhalom, Ungaria Material: lut ars; modelat cu mâna                                              | Cană mică, culoare brună, gâtul lung, cilindric, cu o toartă, buza ușor evazată, neornamentată. | Muzeul Județean Mureș, Târgu  | Cimec    |
|      | Vas în formă de barcă             | Descoperit: jud. Jász-Nagykun-Szolnok, com. Tószeg, Tószeg, Laposhalom, Ungaria Material: lut ars; modelat cu mâna                                              | Vas brun deschis, de formă alungită, cu fundul plat, suprafața slab netezită, ardere oxidantă, neornamentat. | Muzeul Județean Mureș, Târgu  | Cimec    |
|      | Cană                              | Descoperit: jud. Jász-Nagykun-Szolnok, com. Tószeg, Tószeg, Laposhalom, Ungaria Material: lut ars; modelat cu mâna                                              | Cană mică, culoare brună, formă ușor arcuită cu diametrul maxim în treimea inferioară, umărul evidențiat printr-o treaptă, cu o toartă de dimensiuni reduse, buza ușor evazată, neornamentată. | Muzeul Județean Mureș, Târgu  | Cimec    |
|      | Amuletă                           | Descoperit: jud. CLUJ, com. GHERLA, GHERLA, Coasta Gherlii Material: lut ars; modelat cu mâna                                                                   | Amuletă în formă de mână umană, fiind redate relativ schematic cinci degete. Culoare brun deschisă, suprafața ușor netezită, ardere oxidantă, perforație transversală. Neornamentată. | Muzeul Județean Mureș, Târgu  | Cimec    |
|      | Vârfuri de săgeți                 | Descoperit: jud. ALBA, AIUD, Str. Ecaterina Varga Material: bronz; turnare                                                                                      | 14 vârfuri de săgeți din bronz, cu trei aripioare, cu tub de înmănușare conic. | Muzeul Județean Mureș, Târgu  | Cimec    |
|      | Ulcior                            | Descoperit: jud. CLUJ, com. APAHIDA, APAHIDA, Râtul Satului Material: lut ars; modelat cu mâna                                                                  | Ulcior de culoare bun deschisă, neuniformă, ardere oxidantă inegală, lucrat cu mâna, toartă cu secțiune dreptunghiulară, ușor supraînălțată, neornamentat. | Muzeul Județean Mureș, Târgu  | Cimec    |
|      | Cană                              | Descoperit: jud. CLUJ, com. APAHIDA, APAHIDA, Râtul Satului Material: lut ars; modelat la roată                                                                 | Cană cenușiu închisă, lucrată la roată, profil în formă de "s", buza rotunjită, cu o toartă cu două muchii, ușor supraînălțată, umăr evidențiat printr-o treaptă, corp ornamentat cu șir orizontal de împunsături semicirculare, lipsește partea inferioară a vasului (fundul). | Muzeul Județean Mureș, Târgu  | Cimec    |
|      | Cană                              | Descoperit: jud. CLUJ, com. APAHIDA, APAHIDA, Râtul Satului Material: lut ars; modelat la roată                                                                 | Cană de dimensiune mică, lucrată la roată, brun-cenușie, profil în formă de "s", buza rotunjită, diametrul maxim pronunțat, umărul evidențiat printr-o treaptă, fund cu omphalos, neornamentată. | Muzeul Județean Mureș, Târgu  | Cimec    |
|      | Cană                              | Descoperit: jud. CLUJ, com. APAHIDA, APAHIDA, Râtul Satului Material: lut ars; modelat la roată                                                                 | Castron de dimensiune medie, lucrată la roată, culoare brună, ardere oxidantă, profil în formă de "s", buza rotunjită, diametrul maxim rotunjit, umărul evidențiat printr-o treaptă, neornamentat. | Muzeul Județean Mureș, Târgu  | Cimec    |
|      | Strachină                         | Descoperit: jud. CLUJ, com. APAHIDA, APAHIDA, Râtul Satului Material: lut ars; modelat la roată                                                                 | Strachină mare, brun cenușie, lucrată la roată, buza evazată rotunjită, îngroșată, ardere reducătoare inegală, fund cu omphalos, diametrul maxim la umăr, neornamentată. | Muzeul Județean Mureș, Târgu  | Cimec    |
|      | Strachină                         | Descoperit: jud. CLUJ, com. APAHIDA, APAHIDA, Râtul Satului Material: lut ars; modelat la roată                                                                 | Strachină mijlocie, brună, lucrată la roată, buza invazată rotunjită, fund inelar, cu omphalos, diametrul maxim la umăr, neornamentată. | Muzeul Județean Mureș, Târgu  | Cimec    |
|      | Strachină                         | Descoperit: jud. CLUJ, com. APAHIDA, APAHIDA, Râtul Satului Material: lut ars; modelat la roată                                                                 | Strachină mare, cenușiu închisă, lucrată la roată, buza evazată rotunjită, îngroșată, fund inelar, cu omphalos, diametrul maxim la umărul pronunțat, neornamentată. | Muzeul Județean Mureș, Târgu  | Cimec    |
|      | Strachină                         | Descoperit: jud. CLUJ, com. APAHIDA, APAHIDA, Râtul Satului Material: lut ars; modelat la roată                                                                 | Strachină mare, cenușiu închisă, lucrată la roată, profil în formă de "s", buza evazată rotunjită, îngroșată, fund inelar, cu omphalos, diametrul maxim la umăr, neornamentată. | Muzeul Județean Mureș, Târgu  | Cimec    |
|      | Strachină                         | Descoperit: jud. CLUJ, com. APAHIDA, APAHIDA, Râtul Satului Material: lut ars; modelat la roată                                                                 | Strachină mică, cenușiu închisă, lucrată la roată, profil în formă de "s", buza evazată rotunjită, îngroșată, neornamentată. | Muzeul Județean Mureș, Târgu  | Cimec    |
|      | Castron                           | Descoperit: jud. CLUJ, com. APAHIDA, APAHIDA, Râtul Satului Material: lut ars; modelat la roată                                                                 | Castron mare, cenușiu închisă, lucrată la roată, profil în formă de "s", buza evazată rotunjită, îngroșată, diametrul maxim la umăr, fund inelar, neornamentat. | Muzeul Județean Mureș, Târgu  | Cimec    |
|      | Oală                              | Descoperit: jud. CLUJ, com. APAHIDA, APAHIDA, Râtul Satului Material: lut ars; modelat la roată                                                                 | Oală de culoare cenușie, lucrată la roată, buza evazată, rotunjită, îngroșată, inel pe gât și pe umăr, fund inelar lat, cu omphalos, neornamentată. | Muzeul Județean Mureș, Târgu  | Cimec    |
|      | Oală                              | Descoperit: jud. CLUJ, com. APAHIDA, APAHIDA, Râtul Satului Material: lut ars; modelat la roată                                                                 | Oală de culoare cenușie, de dimensiuni mari, lucrată la roată, buza evazată, rotunjită, îngroșată, inel pe gât și pe umăr, fund drept, neornamentată. | Muzeul Județean Mureș, Târgu  | Cimec    |
|      | Oală                              | Descoperit: jud. CLUJ, com. APAHIDA, APAHIDA, Râtul Satului Material: lut ars; modelat la roată                                                                 | Oală de culoare cenușie, de dimensiune medie, lucrată la roată, lipsește buza, gâtul ornamentat cu linie vălurităș șlefuită, inel ornamental pe umăr. | Muzeul Județean Mureș, Târgu  | Cimec    |
|      | Oală                              | Descoperit: jud. CLUJ, com. APAHIDA, APAHIDA, Râtul Satului Material: lut ars; modelat la roată                                                                 | Oală lucrată la roată, de dimensiuni mari, culoare brună, buza evazată, rotunjită, îngroșată, inel sub buză și pe umăr, linie vălurită în bandă orizontală deasupra diametrului maxim, fund inelar. | Muzeul Județean Mureș, Târgu  | Cimec    |
|      | Oală                              | Descoperit: jud. CLUJ, com. APAHIDA, APAHIDA, Râtul Satului Material: lut ars; modelat la roată                                                                 | Oală lucrată la roată, de dimensiune medie, culoare brună cu flecuri cenușii, buza evazată, rotunjită, îngroșată, inel sub buză și pe umăr, linie vălurită în bandă orizontală deasupra diametrului maxim, fund inelar. | Muzeul Județean Mureș, Târgu  | Cimec    |
|      | Oală                              | Descoperit: jud. CLUJ, com. APAHIDA, APAHIDA, Râtul Satului Material: lut ars; modelat la roată                                                                 | Oală lucrată la roată, de dimensiune medie, culoare brună cu flecuri cenușii, buza evazată, rotunjită, îngroșată, inel sub buză și pe umăr, acesta din urmă evidențiat prin incizii orizontale, fund inelar lat, cu omphalos. | Muzeul Județean Mureș, Târgu  | Cimec    |
|      | Oală                              | Descoperit: jud. CLUJ, com. APAHIDA, APAHIDA, Râtul Satului Material: lut ars; modelat la roată                                                                 | Oală lucrată la roată, de dimensiune medie, culoare brună cu flecuri cenușii, buza evazată, rotunjită, îngroșată, inel sub buză și pe umăr, fund inelar, cu omphalos. | Muzeul Județean Mureș, Târgu  | Cimec    |
|      | Oală                              | Descoperit: jud. CLUJ, com. APAHIDA, APAHIDA, Râtul Satului Material: lut ars; modelat la roată                                                                 | Oală lucrată la roată, de dimensiune medie, culoare brună, buza evazată, rotunjită, îngroșată, inel pe umăr, fund inelar, cu omphalos. | Muzeul Județean Mureș, Târgu  | Cimec    |
|      | Oală                              | Descoperit: jud. CLUJ, com. APAHIDA, APAHIDA, Râtul Satului Material: lut ars; modelat la roată                                                                 | Oală lucrată la roată, de dimensiune medie, culoare brun-roșiatică, buza evazată, rotunjită, îngroșată, inel pe umăr, fund inelar lat, cu omphalos. | Muzeul Județean Mureș, Târgu  | Cimec    |
|      | Oală                              | Descoperit: jud. CLUJ, com. APAHIDA, APAHIDA, Râtul Satului Material: lut ars; modelat la roată                                                                 | Oală lucrată la roată, culoare brun-roșiatică, buza evazată, rotunjită, îngroșată, inel pe gât, linii incizate pe umăr, fund inelar lat, cu omphalos. | Muzeul Județean Mureș, Târgu  | Cimec    |
|      | Oală                              | Descoperit: jud. CLUJ, com. APAHIDA, APAHIDA, Râtul Satului Material: lut ars; modelat la roată                                                                 | Oală lucrată la roată, culoare brun-roșiatică, buza evazată, rotunjită, îngroșată, inel pe gât, linii incizate pe umăr, fund inelar lat, cu omphalos. | Muzeul Județean Mureș, Târgu  | Cimec    |
|      | Oală                              | Descoperit: jud. CLUJ, com. APAHIDA, APAHIDA, Râtul Satului Material: lut ars; modelat la roată                                                                 | Oală lucrată la roată, culoare brună, lipsește buza, inel pe gât și umăr, incizie la diametrul maxim, fund inelar, cu omphalos. | Muzeul Județean Mureș, Târgu  | Cimec    |
|      | Oală                              | Descoperit: jud. CLUJ, com. APAHIDA, APAHIDA, Râtul Satului Material: lut ars; modelat la roată                                                                 | Oală lucrată la roată, culoare brun-cenușie, buza evazată, rotunjită, îngroșată, inel pe gât și umăr. | Muzeul Județean Mureș, Târgu  | Cimec    |
|      | Verigă de picior                  | Descoperit: jud. CLUJ, com. APAHIDA, APAHIDA, Râtul Satului Material: bronz; turnare                                                                            | Verigă de picior din bronz cu patru semiove compusă din două părți, sistem de închidere în două locuri, prin știft. Se păstrează în trei bucăți. | Muzeul Județean Mureș, Târgu  | Cimec    |
|      | „Ceașcă dacică”                   | Descoperit: jud. HUNEDOARA, SIMERIA, Cărpiniș Material: lut ars; modelat cu mâna                                                                                | „Ceașcă dacică” lucrată cu mâna, culoare brună, ardere oxidantă, suprafața slab netezită, toartă mică, buză crestată. | Muzeul Județean Mureș, Târgu  | Cimec    |
|      | Suspensie de car din lanț de fier | Descoperit: jud. MUREȘ, com. RĂSTOLIȚA, GĂLĂOAIA, Ciortoș Material: fier; forjare; torsionare                                                                   | Lanț de fier de la suspensia carului, compus din două segmente realizate din fier torsionat, prinse între ele cu un cârlig nituit, ambele segmente de lanț având câte două inele de fier plate. | Muzeul Județean Mureș, Târgu  | Cimec    |
|      | Vârf de lance                     | Descoperit: jud. MUREȘ, com. RĂSTOLIȚA, GĂLĂOAIA, Ciortoș Material: fier; forjare                                                                               | Vârf de lance din fier de forma frunzei de salcie, cu nervură mediană, lamă ușor corodată. | Muzeul Județean Mureș, Târgu  | Cimec    |
|      | Lunular                           | Descoperit: jud. MUREȘ, LUDUȘ, Fabrica de cânepă Material: bronz; turnare                                                                                       | Pandantiv de bronz în formă de lunulă, cu perforație romboidală, neornamentat. | Muzeul Județean Mureș, Târgu  | Cimec    |